# ポピエル

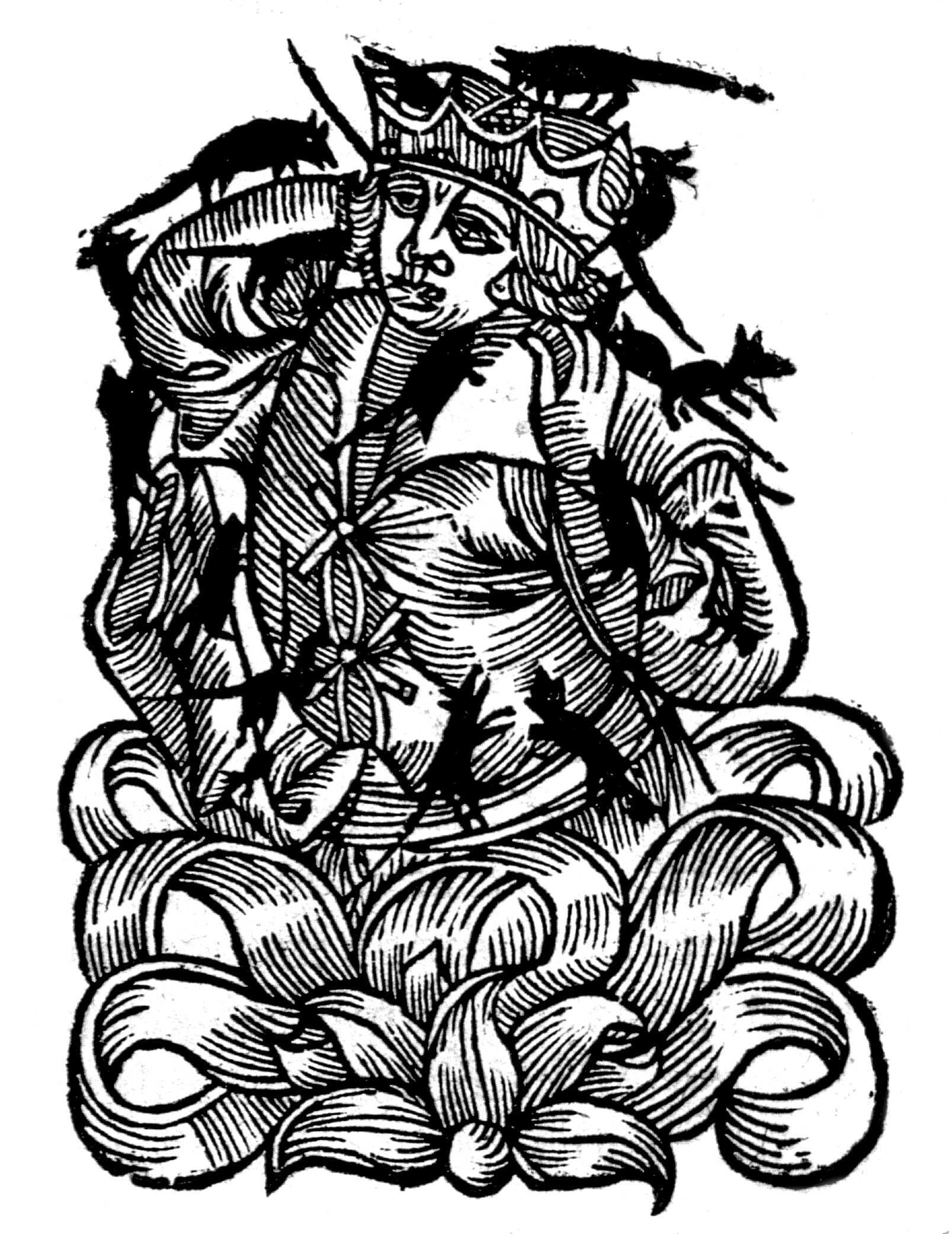
ポピエル（アレッサンドロ・グアグニーニ画、1581年）

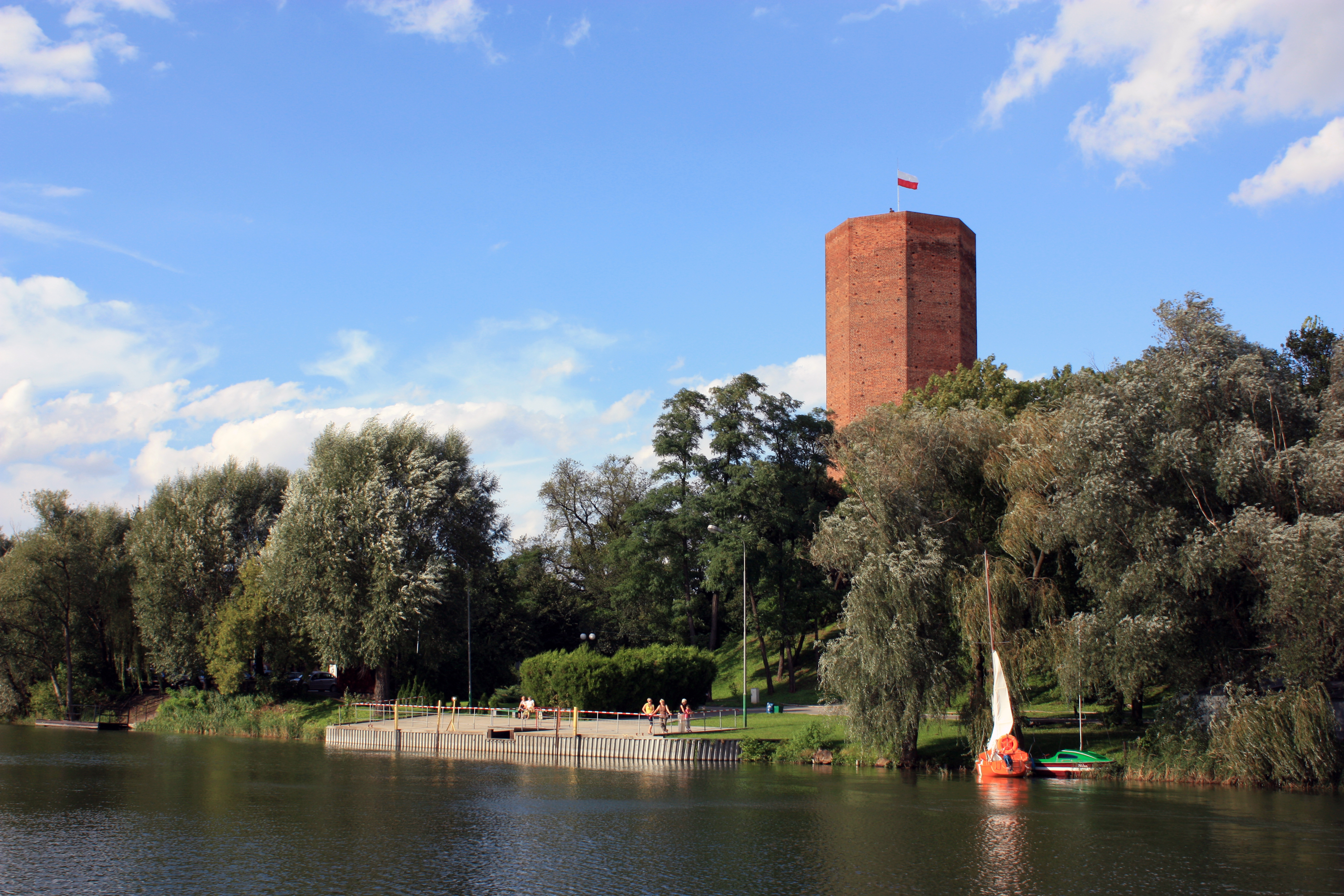
ネズミ塔

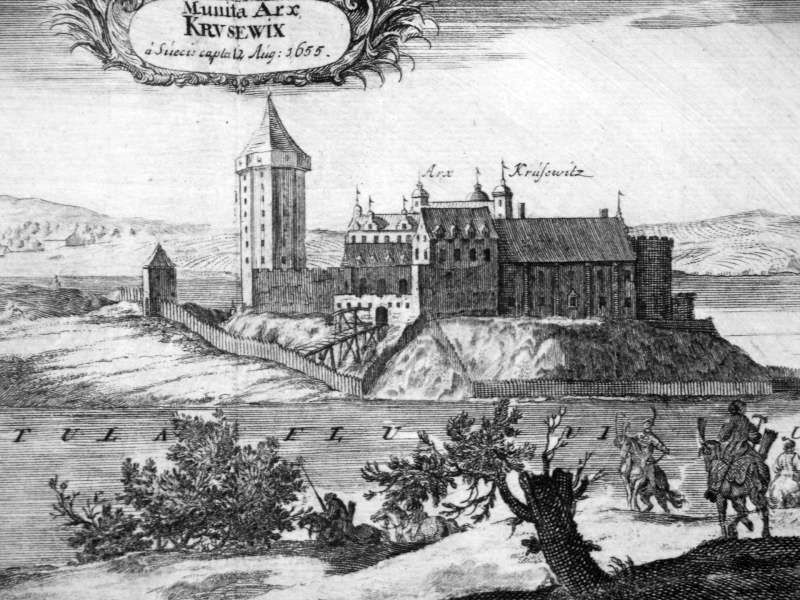
クルシュヴィツァ城。1655年8月12日のスケッチによる版画。ネズミ塔の愛称で呼ばれる塔には屋根がついている。

ポピエル (Popiel) は、9世紀ポーランドの伝説的な君主。ポピエル王、ポピエル公とも。
ゴプウォ湖 (Gopło) のほとりのクルシュヴィツァ (Kruszwica) に住み、ポラン人とゴプラン人を統治した。
年代記によると、苛政を行ったとされる。ポピエルの12人の叔父たちがポピエルを権力の座から引き摺り下ろそうと謀ったが、ドイツ出身の妃の意見を容れたポピエルは機先を制し、宴に招いて叔父たちを毒殺し、遺体をゴプウォ湖へ投げ込んだ。
このポピエルの所業を見た民たちが暴動を起こした。これに驚いたポピエルと妃は湖のほとりの塔に逃げ込んだ。すると、殺された叔父たちの遺体から沸いたネズミの群れがその塔に向けて雪崩れ込み、2人はネズミに生きながら食べられたという。
ゴプウォ湖のほとりに古い塔があり、「ネズミ塔」という愛称がつけられている。しかしながらこの塔はクルシュヴィツァ城の一部としてポピエルの時代より約500年下った1350年に建てられたもの。